# Ghajar
Ghajar (arabiska: غجر) är en ort i Syrien och Libanon.. Ghajar ligger 303 meter över havet och antalet invånare är 2 301.